# Daniela Alves Lima
Daniela Alves Lima, född den 12 januari 1984 i São Paulo, Brasilien, är en brasiliansk fotbollsspelare.

## Karriär
Både i OS i Aten 2004 och i OS i Peking 2008 deltog hon i det brasilianska lag som tog silver.
Daniela spelade tre matcher i Kopparbergs/Göteborg FC säsongen 2004, och 2008 spelade hon en säsong i Linköpings FC. Förutom att hon gjorde 6 mål i Damallsvenskan 2008 så lyckades hon även träffa målramen 6 gånger, vilket blev rekordet för det året. Hon draftades sedan som nummer fyra av Saint Louis Athletica hösten 2008, men kom att spela för både Washington Freedom och Saint Louis.